# L'Aventure de l'appartement bon marché (téléfilm)
Pour les articles homonymes, voir L'Aventure de l'appartement bon marché et The Adventure of the Cheap Flat.
L'Aventure de l'appartement bon marché (The Adventure of the Cheap Flat) est un téléfilm britannique de la série télévisée Hercule Poirot, réalisé par Richard Spence, sur un scénario de Russel Murray, d'après la nouvelle L'Aventure de l'appartement bon marché, d'Agatha Christie.
Ce téléfilm, qui constitue le 17e épisode de la série, a été diffusé pour la première fois le 18 février 1990 sur le réseau d'ITV.

## Synopsis
Une chanteuse d'une boîte de nuit a volé les plans d'un nouveau sous-marin américain et est partie les vendre à Londres. L'inspecteur Japp doit collaborer avec un agent du FBI pour l’arrêter, mais la cohabitation ne se passe pas aussi bien que prévu, les deux hommes ayant deux manières différentes d'aborder leur travail. 
Pendant ce temps, les Robinson, des amis de Poirot et d'Hastings, ont emménagé dans un appartement au loyer étonnamment bas pour un tel standing. Poirot enquête sur les deux affaires et il se pourrait bien qu'elles soient liées.

## Fiche technique
- Titre français : L'Aventure de l'appartement bon marché
- Titre original : The Adventure of the Cheap Flat
- Réalisation : Richard Spence
- Scénario : Russel Murray, d'après la nouvelle L'Aventure de l'appartement bon marché (1923) d'Agatha Christie
- Décors : Mike Oxley
- Costumes : Linda Mattock
- Photographie : Peter Bartlett et Vernon Layton
- Montage : Frank Webb
- Musique originale : Christopher Gunning
  - Musique additionnelle : Richard Hewson
- Casting : Lucy Abercrombie et Rebecca Howard
- Production : Brian Eastman
  - Production déléguée : Nick Elliott
- Sociétés de production : Picture Partnership Productions, London Weekend Television
- Pays d'origine :  Royaume-Uni
- Langue originale : Anglais
- Genre : Policier
- Durée : 50 minutes
- Ordre dans la série : 17e - (7e épisode de la saison 2)
- Première diffusion : 
  -  Royaume-Uni : 18 février 1990 sur le réseau d'ITV

## Distribution
- David Suchet (VF : Roger Carel) : Hercule Poirot
- Hugh Fraser (VF : Jean Roche) : Capitaine Arthur Hastings
- Philip Jackson (VF : Claude d'Yd) : Inspecteur-chef James Japp
- Pauline Moran (VF : Laure Santana) : Miss Felicity Lemon
- Samantha Bond : Stella Robinson
- John Michie : James Robinson
- Jemma Churchill : Elsie
- Peter Howell : Mr Paul (l'agent immobilier)
- Jenifer Landor : Carla Romero
- Ian Price : Teddy Parker
- William Hootkins : l'agent du FBI Burt
- Gordon Wharmby (VF : Guy Piérauld) : l'employé aux archives
- Nick Maloney : Bernie Cole (le directeur du night-club)
- Nigel Whitmey : Luigi Valdarno
- Anthony Pedley : l'assassin
- Luke Hayden : le mari de Carla Romero